# National Panhellenic Conference
leichte Verwechslung mit dem afroamerikanisch ausgerichteten National Pan-Hellenic Council
Die National Panhellenic Conference (NPC) wurde 1902 gegründet. Sie dient als Dachorganisation weiblicher Verbindungen (Sororities) unter den Fraternities und Sororities Nordamerikas.
Über die unabhängigen Greek-Letter Verbindungen sind Verbindungshäuser der NPC an 620 Fach- und Hochschulen der USA und Kanada vertreten. Es gibt über 4600 Verbindungsjahrgänge mit über 3,6 Millionen Mitgliedern weltweit.

## Mitglieder
Folgende Verbindungen sind Teil der National Panhellenic Conference
- Alpha Chi Omega – 1903
- Alpha Delta Pi – 1909
- Alpha Gamma Delta – 1909
- Alpha Epsilon Phi – 1951
- Alpha Omicron Pi – 1905
- Alpha Phi – 1902
- Alpha Sigma Alpha – 1951
- Alpha Sigma Tau – 1951
- Alpha Xi Delta – 1904
- Chi Omega – 1903
- Delta Delta Delta – 1902
- Delta Gamma – 1902
- Delta Zeta – 1902
- Delta Phi Epsilon – 1951
- Gamma Phi Beta – 1902
- Kappa Alpha Theta – 1902
- Kappa Delta – 1912
- Kappa Kappa Gamma – 1902
- Phi Mu – 1911
- Phi Sigma Sigma – 1951
- Pi Beta Phi – 1902
- Sigma Delta Tau – 1951
- Sigma Kappa – 1905
- Sigma Sigma Sigma – 1951
- Theta Phi Alpha – 1951
- Zeta Tau Alpha – 1909

## Geschichte
Übergreifende Zusammenarbeit weiblicher Verbindungen gab es schon länger, infolge der weiteren Intensivierung wurde die Notwendigkeit für eine gemeinsame Dachorganisation erkannt. Daher luden 1902 die Mitglieder Alpha Phi Verbindung andere Verbindungen zu einer Konferenz am 24. Mai in Chicago ein. Eingeladen wurden Vertreterinnen von Pi Beta Phi, Kappa Alpha Theta, Kappa Kappa Gamma, Delta Gamma, Gamma Phi Beta, Delta Delta Delta, Alpha Chi Omega und Chi Omega. Die Vertreterinnen von Alpha Chi Omega und Chi Omega waren verhindert, die verbliebenen sieben Verbindungen gründete jedoch eine Dachorganisation, und halfen später bei der Einrichtung der National Interfraternity Conference 1909 für die männlichen Verbindungen, die spätere North-American Interfraternity Conference.
Am 12. November 1947 traten die Verbindungen der Association of Pedagogical Sororities der NPC bei, einige sind jedoch mittlerweile in anderen Dachorganisation geführt.